# Радошинська сільська рада
Радошинська сільська рада — колишня адміністративно-територіальна одиниця та орган місцевого самоврядування у Ковельському районі Волинської області з центром у селі Радошин.
Припинила існування 20 липня 2017 року в зв'язку з приєднанням до Голобської селищної громади Волинської області. Натомість утворено Радошинський старостинський округ при Голобській селищній громаді.

## Населені пункти
Сільській раді підпорядковувались населені пункти:
- с. Радошин
- с. Байківці
- с. Битень
- с. Мар'янівка

## Склад ради
Сільська рада складалась з 16 депутатів та голови. Всі 16 депутатів нинішнього скликання є самовисуванцями. 

## Керівний склад сільської ради
| ПІБ                     | Основні відомості                                                               | Дата обрання | Дата звільнення |
| ----------------------- | ------------------------------------------------------------------------------- | ------------ | --------------- |
| Ковган Дмитро Дмитрович | Сільський голова, 1961 року народження, освіта, безпартійний                    | 26.03.2006   | 31.10.2010      |
| Ковган Дмитро Дмитрович | Сільський голова, 1961 року народження, освіта середня спеціальна, безпартійний | 31.10.2010   |                 |

Примітка: таблиця складена за даними джерела

## Населення
Населення сільської ради згідно з переписом населення 2001 року становить 1,150 осіб. 
| Населенні пункти  | 2001 рік | 1989 рік |
| ----------------- | -------- | -------- |
| Байківці          | 320      | 380      |
| Битень            | 259      | 730      |
| Мар'янівка        | 71       | 180      |
| Радошин           | 500      | 1,100    |
| Сукупне населення | 1,150    | 2,390    |

### Мова
Розподіл населення за рідною мовою за даними перепису 2001 року:
| Мова       | Відсоток |
| ---------- | -------- |
| українська | 99,30 %  |
| російська  | 0,70 %   |

## Географія
Сільська рада знаходиться в центральній частині Ковельського району.
Вся територія сільради належить до басейну річки Стохід — притока Прип'яті . 

## Транспорт
Територією сільради проходить залізниця — відгалуження від лінії Київ—Берестя, яке починається в Голобах та закінчується станцією в Радошині, без проміжних станцій. 
Рада розташована поміж двома магістральними шосе. З півночі за 1.5 км від села Мар'янівка проходить шосе Київ—Люблін E373, в межах України траса М07, відтинок Сарни—Ковель. За півтора кілометра на південь від села Битень пролягає автошлях E85, що з'єднує Егейське та Балтійське моря, в межах України це шосе М19, ділянка Луцьк—Ковель. 